# Белогърда токачка
Белогърдата токачка (Agelastes meleagrides) е вид птица от семейство Токачкови (Numididae). Видът е световно застрашен, със статут Уязвим.

## Разпространение
Разпространен е в Кот д'Ивоар, Гана, Либерия и Сиера Леоне.